# Isakowo (rejon diemidowski)
Isakowo (ros. Исаково) – wieś (ros. деревня, trb. dieriewnia) w zachodniej Rosji, w osiedlu miejskim Diemidowskoje rejonu diemidowskiego w obwodzie smoleńskim.

## Geografia
Miejscowość położona jest nad Gobzą (dopływ Kaspli), 0,5 km od drogi regionalnej 66N-0509 (Diemidow – Szapy – Borisienki), 6 km od drogi regionalnej 66K-11 (R120 / Olsza – Wieliż – granica z obwodem pskowskim), 3 km od centrum administracyjnego osiedla miejskiego i całego rejonu (Diemidow), 62 km od stolicy obwodu (Smoleńsk), 36,5 km od granicy z Białorusią.
W granicach miejscowości znajduje się ulica Gobzianskaja (13 posesji).

## Demografia
W 2010 r. miejscowość zamieszkiwało 7 osób.

## Historia
W czasie II wojny światowej od lipca 1941 roku dieriewnia była okupowana przez hitlerowców. Wyzwolenie nastąpiło we wrześniu 1943 roku.